# USS Bigelow (DD-942)
USS Bigelow (DD-942) là một tàu khu trục lớp Forrest Sherman từng hoạt động cùng Hải quân Hoa Kỳ trong giai đoạn Chiến tranh Lạnh. Nó là chiếc tàu chiến duy nhất của Hải quân Hoa Kỳ được đặt cái tên này, theo tên hạ sĩ quan Elmer Charles Bigelow (1920-1945), người từng phục vụ cùng tàu khu trục Fletcher (DD-445), đã tử trận tại Corregidor, Philippines vào ngày 14 tháng 2, 1945 và được truy tặng Huân chương Danh dự. Nó đã phục vụ tại các khu vực Đại Tây Dương và Thái Bình Dương, từng tham gia cuộc Chiến tranh Việt Nam, cho đến khi xuất biên chế vào năm 1983. Du Pont cuối cùng bị đánh chìm như mục tiêu vào năm 2003.

## Thiết kế và chế tạo
Khi đưa vào hoạt động, lớp Forrest Sherman là những tàu khu trục Hoa Kỳ lớn nhất từng được chế tạo, dài 418 foot (127 m) và trọng lượng choán nước tiêu chuẩn 2.800 tấn (2.800 tấn Anh). Nguyên được thiết kế theo dự án SCB 85, chúng được trang bị ba pháo 5 inch (127 mm)/54 caliber trên ba tháp pháo đơn (một phía mũi, hai phía đuôi tàu), bốn pháo phòng không 3 inch (76 mm)/50 caliber trên hai tháp pháo đôi, cùng súng cối Hedgehog và ngư lôi chống ngầm.
Bigelow được đặt lườn tại xưởng tàu của hãng Bath Iron Works Corporation ở Bath, Maine vào ngày 6 tháng 7, 1955. Nó được hạ thủy vào ngày 2 tháng 2, 1957, được đỡ đầu bởi bà Verna B. Perry, mẹ của hạ sĩ quan Bigelow, và nhập biên chế cùng Hải quân Hoa Kỳ vào ngày 8 tháng 11, 1957 dưới quyền chỉ huy của Hạm trưởng, Trung tá Hải quân Audley Hill McCain.

## Lịch sử hoạt động
Trong suốt quá trình phục vụ, Bigelow hoạt động chủ yếu dọc theo vùng bờ Đông, vùng biển Caribe, Bắc Đại Tây Dương và Địa Trung Hải; con tàu chỉ một lần duy nhất được phái sang phục vụ tại khu vực Tây Thái Bình Dương vào năm 1967. Từ tháng 9 đến tháng 12, 1958, nó đảm trách vai trò soái hạm của Tư lệnh Lực lượng Nam Đại Tây Dương.
Trong vụ Khủng hoảng tên lửa Cuba, Bigelow vốn đang đảm nhiệm vai trò soái hạm cho Hải đội Khu trục 16, được huy động vào thành phần Đội đặc nhiệm Hỗn hợp 136.1 với nhiệm vụ "cô lập" hàng hải Cuba. Nó được tặng thưởng Huân chương Viễn chinh Lực lượng Vũ trang khi tham gia chiến dịch này từ ngày đến ngày 24 tháng 10 đến ngày 21 tháng 11, 1962.
Bigelow đã nhiều dịp phục vụ như tàu thu hồi trong các vụ phóng tàu không gian của NASA trong khuôn khổ các Chương trình Mercury và Gemini. Khi chiếc tàu khu trục tham gia hoạt động trong cuộc Chiến tranh Việt Nam, vào ngày 20 tháng 4, 1967, một vụ nổ tại tháp pháo 52 đã khiến một thủy thủ thiệt mạng và sáu người khác bị thương. Vào khoảng năm 1977, con tàu phục vụ như bệ thử nghiệm cho hệ thống vũ khí tầm cực gần Phalanx CIWS, hệ thống vũ khí ở giai đoạn tiền sản xuất được đặt ngay sau radar điều khiển hỏa lực phía sau.

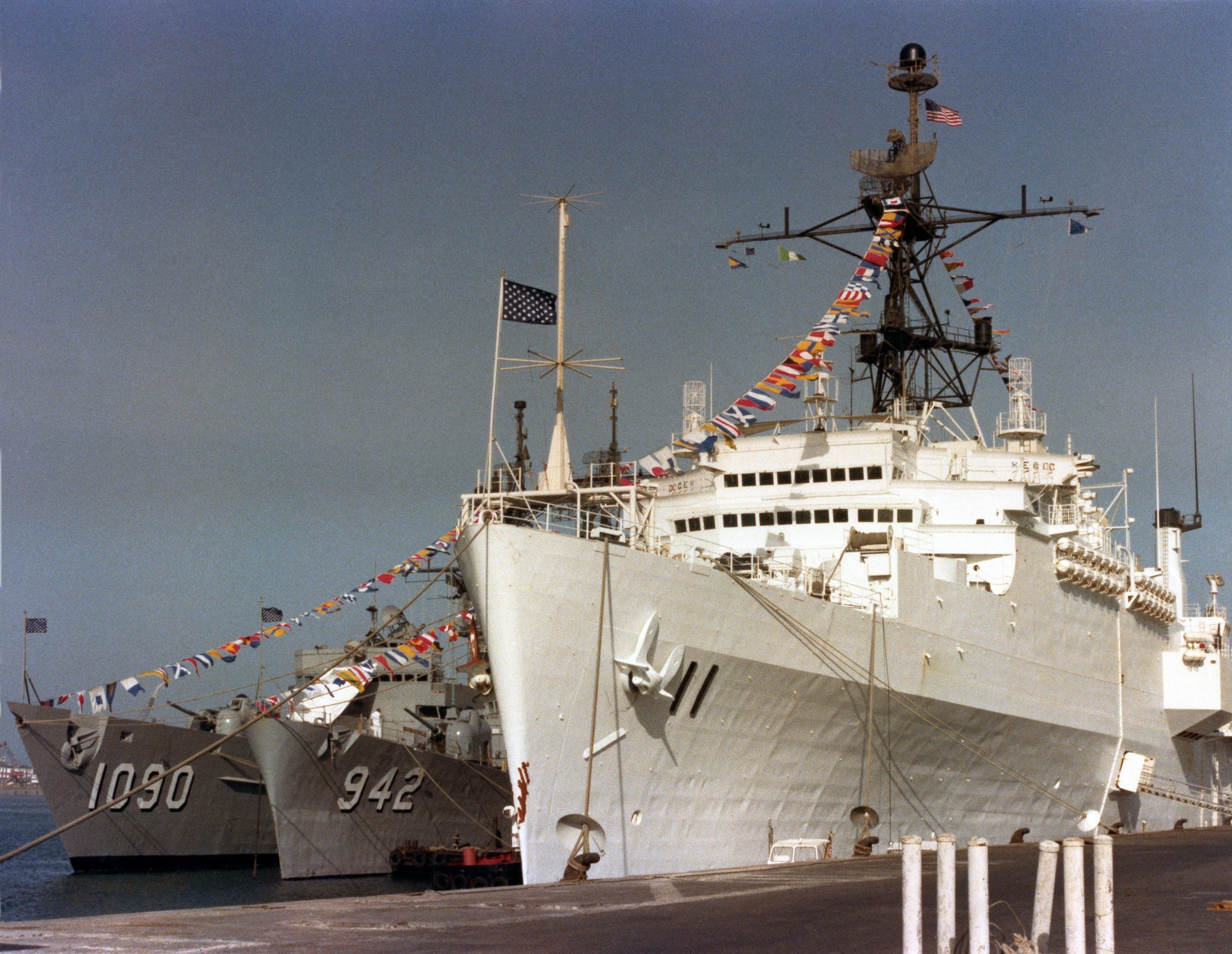
Từ trái sang phải:, Bigelow, và neo đậu tại Mina Salman, Bahrain vào mùa Hè năm 1981.

Bigelow được cho xuất biên chế vào ngày 5 tháng 11, 1982. Nó được rút tên khỏi danh sách Đăng bạ Hải quân vào ngày 1 tháng 6, 1990. Thoạt tiên con tàu được bán cho hãng Fore River Shipyard and Iron Works tại Quincy, Massachusetts để tháo dỡ vào ngày 11 tháng 12, 1992, nhưng sau khi hãng này bị phá sản, con tàu được Hải quân thu hồi vào năm 1996 và bị đánh chìm như một mục tiêu vào khoảng ngày 2 tháng 4, 2003.